# Абрахам Молс
Абрахам Молес (Француска, 19. август 1920 — Стразбур, 22. мај 1992) је био инжењер електротехнике и акустике, и доктор физике и филозофије. Он је био један од првих истраживача који је успео да успостави и анализира везу између естетике и теорије информације.
Предавао је социологију и психологију на универзитетима у Улму, Стразбургу, Сан Диегу, Мексику, и основао Институт Социјална психологија комуникације у Стразбургу.
У свом делу Психологија кича - уметност среће, Абрахам Мол је свој приступ кичу одредио као Социјално-Психолошко испитивање. Кич проглашава за уметност среће и истиче да она чини Свакодневни живот пријатним користећи Низа ритуала који га улепшавају. По њему се кич дело одликује понављањем, гомилањем и претераном театралношћу, стварајући стереотипе који одговарају брзом задовољавању популарних потреба.
Кич и Нео-Кич представљају, према Абрахаму Молу "Један Психо-паталошки аспект свакодневног живота". Гомилање, грозница, неадекватност, осредњост, бескорисност или лажна функционалност у очима моралисте представљају оно што је рђаво. Али, с друге стране Кич је стално одсутан као и грех и по речима Ричарда Егентера, на Филозофу СА етичким преокупацијама изгледа као предмет извесне борбе, нека врста неопходне еволуције друштвеног света.
Абрахам МОЛ верује да је "кичерско стање" урођено човеку, да оно представља неку врсту Антрополошког, архетипског Талога, који се Сасвим природно, преко аутора излива ИУ Саму структуру уметности. Зато истиче да у сваком човеку и уметности, има трунке кича и да је суштина "кичерског" жеља да удовољи купцу уметник.